# Tassadit Mandi
Pour les articles homonymes, voir Tassadit.
Tassadit Mandi (en kabyle: Taseɛdit Mandi) est une actrice franco-algérienne, née à Aguni-Hmed, village Lɛerc des Ait Yenni (wilaya de Tizi Ouzou, Kabylie).

## Biographie
Après avoir obtenu son baccalauréat, elle entre à l'École normale de Ben Aknoun et obtient son diplôme d'enseignante. Elle devient professeure au collège Larbi-Mezani de Tawrirt-Mimum, sur la commune de Benni Yenni.
À la mort de sa mère, au début des années 1970, alors qu'elle a 20 ans, elle vient vivre en France chez son père, à Colombes. Elle s’inscrit en lettres modernes à la Sorbonne. Elle y décroche une maîtrise de lettres et enseigne le français à des étrangers.
Elle joue au théâtre en kabyle, en souvenir de sa grand-mère, dans la troupe dirigée par Mohya, qui monte Molière et Brecht dans cette langue, au siège de l’actuelle ACB à Ménilmontant (Paris).

## Filmographie

### Cinéma

#### Longs métrages
- 1992 : La Crise de Coline Serreau : Djamila
- 1996 : Le Plus Beau Métier du monde de Gérard Lauzier : la mère de Mouloud
- 2002 : Vivre me tue de Jean-Pierre Sinapi : la mère de Smaïl
- 2003 : Laisse tes mains sur mes hanches de Chantal Lauby : la mère de Kader et d'Idir
- 2005 : Opbrud de Jacob Grønlykke : Stuepige
- 2005 : Backstage d'Emmanuelle Bercot : la gardienne
- 2006 : Azur et Asmar de Michel Ocelot : voix
- 2009 : Le Siffleur de Philippe Lefebvre : la mère de Karim
- 2010 : Dernier Étage, gauche, gauche d'Angelo Cianci : Aïcha
- 2012 : Le Veau d'or de Hassan Legzouli
- 2013 : Les Invincibles de Frédéric Berthe : Aïcha
- 2013 : Harissa mon amour de Frédéric Dantec : Zora
- 2013 : Dheepan de Jacques Audiard : la dame dans l'escalier
- 2015 : Asphalte de Samuel Benchetrit : madame Hamida
- 2016 : Bastille Day de James Watkins : la femme tunisienne
- 2017 : Paris la blanche de Lidia Terki : Rekia
- 2017 : Coexister de Fabrice Eboué : la mère de Moncef
- 2018 : Le Jeu de Fred Cavayé : la mère de Marco
- 2018 : Les Invisibles de Louis-Julien Petit : Ramouna
- 2019 : Victor et Célia de Pierre Jolivet : Mamie Chou
- 2020 : Mine de rien de Mathias Mlekuz : madame Zelmani
- 2021 : Fragile d'Emma Benestan : Kheira, la grand-mère d'Az
- 2021 : De bas étage de Yassine Qnia : la mère de Mehdi
- 2021 : Sentinelle sud de Mathieu Gérault : la grand-mère d'Abraham
- 2023 : Youssef Salem a du succès de Baya Kasmi : Fatima Salem la mère de Youssef
- 2023 : La Tête dans les étoiles d'Emmanuel Gillibert : Fatima

#### Courts métrages
- 2004 : Le Secret de Fatima de Karim Bensalah : Fatima Ben Bouali
- 2015 : Slim the Man de Samir Oubéchou et Chérif Sais : Zora aujourd'hui
- 2016 : Une dernière course de Sergio Do Vale : Lahna
- 2017 : Les Pionniers de Gaby Ohayon
- 2019 : C'était mieux après de Jules Dousset
- 2020 : Tatoués de Jean-Baptiste Dusséaux : Tihidirt
- 2021 : Bruits blancs de Thomas Soulignac : Luisa
- 2024 : Mensch de Luca Lellouche : Laya

### Télévision
- 2001 : Rastignac ou les ambitieux d'Alain Tasma (mini-série) (épisodes 1 et 2) : Aïcha
- 2002 : Le Grand Patron (série télévisée) (saison 1, épisode 3 Vivre vite) : la mère de Zora
- 2002 : Avocats et Associés (série télévisée) (saison 7, épisode 4 La Grande muette) : Madame Soufir
- 2003 : P.J. (saison 7, épisode 3 Tyrannie) : la mère de Sélim
- 2004 : Haute Coiffure (téléfilm) de Marc Rivière : Fadia
- 2004 : Les Cordier, juge et flic (série télévisée) (saison 12, épisode 5 Temps mort) : Madame Saraoui
- 2005 : L'Arbre et l'Oiseau (téléfilm) de Marc Rivière : Touria
- 2005 : Faites comme chez vous ! (série télévisée) (épisodes 7 et 16) : la mère de Mehdi
- 2005 : Permis d'aimer (téléfilm) de Rachida Krim : Madame Ben Ammar
- 2007 : Avocats et Associés (série télévisée) (saison 15, épisode 7 Peur bleue) : Saïda Cherifa
- 2007 : La Commune (série télévisée) (6 épisodes) : la mère de Yazid Fikry
- 2008 : Engrenages (série télévisée) (saison 2, épisodes 3 et 6) : la mère d'Azziz
- 2008 : Fortunes (téléfilm) de Stéphane Meunier : Zhora Béchéri
- 2009-2012 : Aïcha (série télévisée) (3 épisodes) : Madame Ben Miloud
- 2013 : Détectives (série télévisée) (saison 1, épisodes 1 et 2) : Madame Ibrahimi
- 2013-2017 : Plus belle la vie (série télévisée) (19 épisodes) : Ouarda Nassri
- 2013-2019 : Cherif (série télévisée) (19 épisodes) : Naïma Cherif, la mère de Kader
- 2015 : Nina (série télévisée) (épisode 6 Qui trop embrasse) : Faïza
- 2016 : Ne m'abandonne pas (téléfilm) de Xavier Durringer : Fatima
- 2016 : Chefs (série télévisée) (saison 2, épisode 3) : la mère de Karim
- 2021 : Candice Renoir (série télévisée) (saison 9, épisode 2 Rien de sert de courir) : Aïcha Kadour
- 2021 : Hashtag Boomer (série télévisée) (saison 1, épisode 4) : la voyante
- 2022 : Hors-saison (série télévisée) (épisodes 4 et 6) : Kadjia Bouaouni
- 2022 : Poulets grillés (série télévisée) (épisode 1 Poulet grillés) : Naïma
- 2022-2024 : Miskina, la pauvre (série télévisée) (10 épisodes) : la première vamp
- 2023 : Les Enchantés (téléfilm) de Stanislas Carré de Malberg : Mina
- 2023 : Un destin inattendu (téléfilm) de Sonia Rolland : Tassadit
- 2024 : Dans cinq ans (téléfilm) de Léa Rouaud
- 2024 : Le Jour de ma mort (téléfilm) de Jérôme Cornuau : la diseuse de bonne aventure

## Distinctions
Sauf indication contraire, les informations mentionnées dans cette section peuvent être confirmées par la base de données cinématographiques IMDb,  présente dans la section « Liens externes ».
- Festival international du film de Saint-Jean-de-Luz 2016 : Chistera de la meilleure interprétation féminine pour Paris la blanche[1]
- Indie Fest 2019 : prix de l'excellence de la meilleure actrice pour Paris la blanche
- Central States Indie Fan Film Fest 2019 : prix du jury de la meilleure actrice dans un long métrage pour Paris la blanche